# Bahnhof Shimo-Togari
Der Bahnhof Shimo-Togari (jap. 下土狩駅, Shimo-Togari-eki) ist ein Bahnhof auf der japanischen Insel Honshū, betrieben von der Bahngesellschaft JR Central. Er befindet sich in der Präfektur Shizuoka auf dem Gebiet der Stadt Nagaizumi.

## Beschreibung
Shimo-Togari ist ein Zwischenbahnhof und früherer Anschlussbahnhof an der Gotemba-Linie, die von Kōzu nach Numazu führt. Auf ihr verkehren Regionalzüge in einem unregelmäßigen Takt (ca. alle 30 bis 60 Minuten), hinzu kommen zu den Hauptverkehrszeiten einzelne Verstärkerzüge von Gotemba nach Numazu. Der Bahnhof liegt am südlichen Stadtrand und ist von Norden nach Süden ausgerichtet. Er besitzt vier Gleise, von denen zwei dem Personenverkehr dienen. Sie liegen an einem teilweise überdachten Mittelbahnsteig, der durch eine gedeckte Überführung mit dem Empfangsgebäude an der Ostseite der Anlage verbunden ist. Auf dem Bahnhofsvorplatz halten mehrere lokale Buslinien.
Im Jahr 2016 nutzten täglich durchschnittlich 1337 Fahrgäste den Bahnhof.

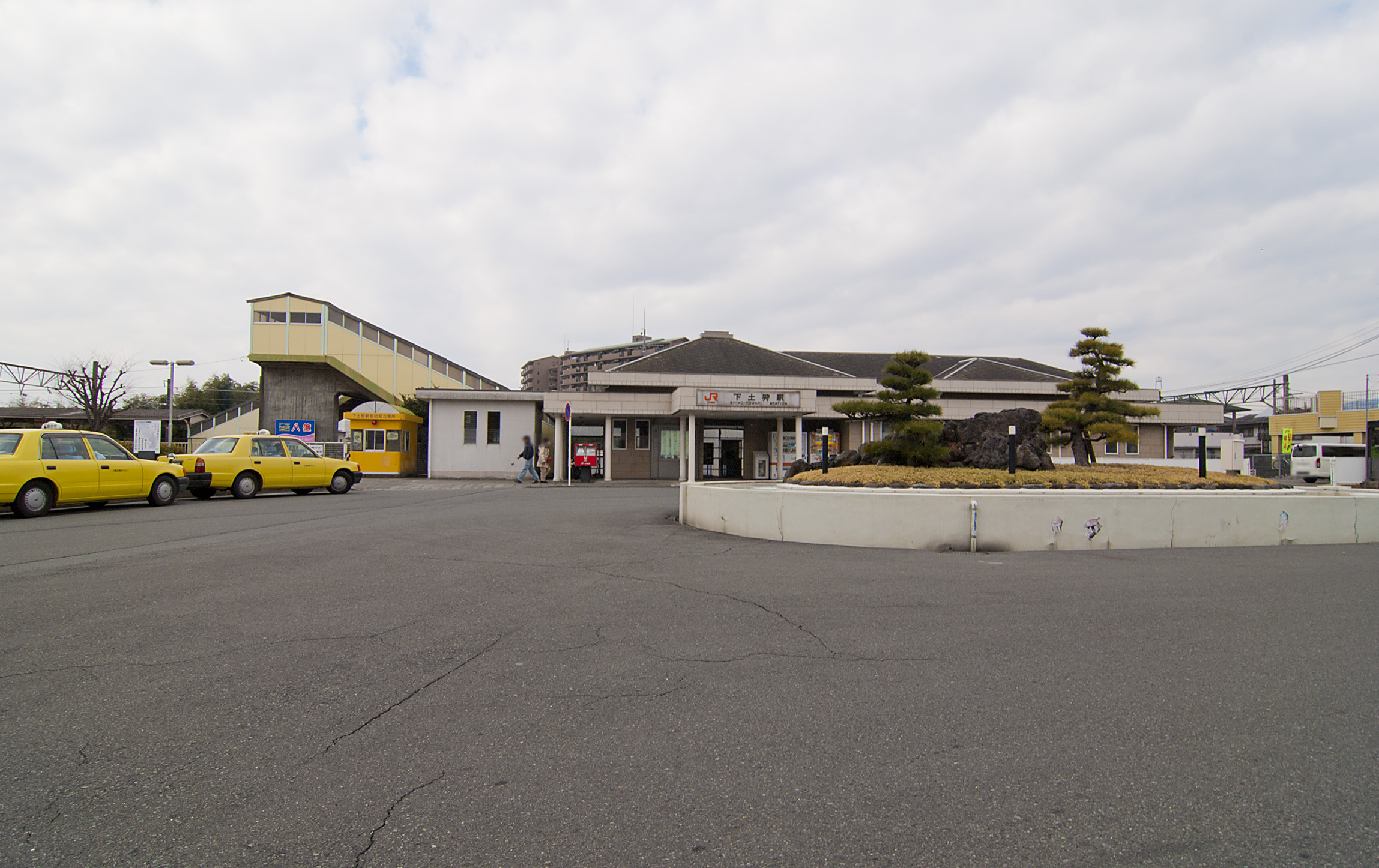
Bahnhofsgebäude vor der Sanierung (Februar 2012)

## Geschichte
Nach der Eröffnung des Teilstücks Kōzu–Gotemba–Numazu–Shizuoka der Tōkaidō-Hauptlinie im Jahr 1889 hielten hier noch keine Züge. Neun Jahre später, am 15. Juni 1898 eröffnete die staatliche Eisenbahn einen Bahnhof, dem sie den Namen Mishima (三島市) gab. Am selben Tag verlängerte die Mameshō Denki Tetsudō ihre Strecke (die heutige Sunzu-Linie der Izuhakone Tetsudō) bis hierhin.
An diesem Knotenpunkt hielten regelmäßig Schnellzüge. Dies änderte sich grundlegend am 1. Dezember 1934 mit der Inbetriebnahme einer neuen Streckenführung der Tōkaidō-Hauptlinie über Atami. Die westliche Zufahrt zum Tanna-Tunnel führte direkt durch das Stadtzentrum von Mishima, weshalb zwei Kilometer weiter östlich ein neuer Bahnhof entstand. Dieser war ab demselben Tag auch die neue Endstation der Sunzu-Linie. Ebenso erhielt die alte Strecke über Gotemba die neue Bezeichnung Gotemba-Linie. Der ältere Bahnhof wurde in Shimo-Togari umbenannt und büßte viel von seiner früheren Bedeutung ein. Am 1. Juni 1968 elektrifizierte die Japanische Staatsbahn den Streckenabschnitt Gotemba-Numazu. Aus Kostengründen stellte die Staatsbahn am 15. November 1982 den Güterumschlag ein, am 1. Februar 1984 auch die Gepäckaufgabe. Im Rahmen der Staatsbahnprivatisierung ging der Bahnhof am 1. April 1987 in den Besitz der neuen Gesellschaft JR Central über.